# Домінік Бродовський
Домінік Бродовський (нім. Dominik Brodowski; 1980, Розенгайм) — німецький юрист і педагог. Професор кримінального та кримінально-процесуального прав на юридичному факультеті Саарландського університету.

## Біографія
З 2002 року Домінік Бродовський вивчав право на юридичному факультеті Тюбінгенського університету Еберхарда Карла. 2006 року, після першого правового іспиту, здобував ступінь магістра (LL.M.) у юридичній школі Пенсільванського університету (2006—2007). Був студентом, а згодом асистентом кафедри європейського кримінального права та кримінального процесуального кодексу Йоахіма Фогеля, спочатку в Тюбінгені, а з 2012 року в Мюнхенському університеті Людвіга—Максиміліана (нім. Ludwig-Maximilians-Universität München). 2012 року Бродовський склав другий державний іспит із права.
2013 року почав викладати в Університеті Альбштадт-Зігмарінген на магістерській програмі «Цифрова криміналістика».
2015 року здобув докторський ступінь на юридичному факультеті Тюбінгенського університету. У 2015—2018 рр. працював науковим асистентом професора Крістофа Бурхарда (нім. Christoph Burchard), а у 2017—2018 рр. асистентом Матіаса Яна (нім. Matthias Jahn) в Франкфуртському університеті, де 2021 року отримав абілітацію. 2018 року отримав посаду молодшого професора кримінального права та кримінально-процесуального права за постійним контрактом на юридичному факультеті в Саарландському університеті. 2022 року був призначений на посаду професора кримінального права та кримінально-процесуального права; того ж року відхилив пропозицію Фрайбурзького університету.
Його дослідження зосереджено на розвитку оцифровування кримінального права (IT-кримінальне право та IT-кримінально-процесуальне право), в європейському кримінальному праві (Прокуратура Європейського Союзу; База даних eurocrim; Серія публікацій про розвиток кримінального права в Європейському Союзі і т. п.) та в конституційних аспектах кримінального права. Бродовський є постійним гостем комітету кримінального права Федеральної асоціації адвокатів, з 2011 року член правління Німецької регіональної групи Міжнародної асоціації кримінального права (AIDP) та з 2021 року є членом редакційної групи журналу «Strafverteidiger».
Бродовський також працює над розробкою операційної системи Linux, виключно для ноутбуків.